# 高麗成均館
高麗成均館（朝鲜语：／），位於朝鲜民主主义人民共和国開城市東北郊約兩公里處，建立於公元1992年9月1日，原名為「開城輕工業專科學院」，升格為輕工業綜合大學時改為現名。
校園佔地約10,000平方米，設有現代化教育設備和設施齊全的實驗室、實習工場及廠房。校園裡有生長了1,000多年的櫸樹及銀杏樹，古代高麗國成均館建築物群有「明倫堂」（講堂）、「東齋」及「西齋」（集體宿舍）、「大成殿」等18幢。

## 學系
高麗人蔘學系、高麗陶瓷學系、從高麗紡織學系、高麗刺繡學系